# Мальково (Смоленская область)
Мальково — деревня в Велижском районе Смоленской области России. Входит в состав Погорельского сельского поселения. По состоянию на 2007 год постоянного населения не имеет. 
Расположена в северо-западной части области в 11 км к востоку от Велижа, в 10 км восточнее автодороги Р133 Смоленск — Невель, на берегу реки Чернавка. В 75 км южнее деревни расположена железнодорожная станция Голынки на линии Смоленск — Витебск. 

## История
В годы Великой Отечественной войны деревня была оккупирована гитлеровскими войсками в июле 1941 года, освобождена в сентябре 1943 года. 